# Rockwell X-30
O Rockwell X-30 foi um projeto avançado para demonstrar tecnologia para o National Aero-Space Plane (NASP), parte de um projeto dos Estados Unidos para criar uma espaçonave estágio único para órbita (SSTO, nasua sigla em inglês) para passageiro. Ele foi cancelado no início de 1990, antes de um protótipo ser concluído, embora muito trabalho de desenvolvimento em materiais avançados e de design aeroespacial foi concluído. O X-30 foi planejado para uma tripulação de dois e orientada para o teste.

## Especificações
- Comprimento: 48,8 m
- Envergadura: 22,6 m
- Massa: 136 078 kg